# Корисні копалини Оману
Корисні копалини Омана.

## Загальна характеристика
Оман багатий на нафту і природний газ. Є промислові запаси мідного і залізняку, хрому, кам'яного вугілля. Крім того, розвідані родовища марганцю, свинцю, золота і срібла (табл. 1).
Таблиця 1. — Основні корисні копалини Оману станом на 1998-1999 рр.
| Корисні копалини               | Запаси       | Запаси   | Вміст корисного компоненту в рудах, % | Частка у світі, % |
| Корисні копалини               | Підтверджені | Загальні | Вміст корисного компоненту в рудах, % | Частка у світі, % |
| Золото, т                      | 3            | 12       | 5 г/т                                 |                   |
| Мідь, тис. т                   | 420          | 1300     | 2,1 (Cu)                              | 0,1               |
| Нафта, млн т                   | 515          | 700      |                                       | 0,4               |
| Природний горючий газ, млрд м3 | 777          |          |                                       | 0,5               |
| Вугілля, млн т                 | 19           | 122      |                                       |                   |
| Хромові руди, млн т            | 2            | 3        | 45 (Cr2O3)                            | 0,04              |

## Окремі види корисних копалин
Вуглеводні. Майже вся територія Оману входить до нафтогазоносного басейну Перської затоки, і лише вузька смуга узбережжя Оманської затоки з прилеглим шельфом належить до Омано-Мекранського нафтогазоносного басейну. У країні відкрито 45 нафтових і газонафтових та 3 газових родовища. Найбільші з них: Фахуд, Їбаль, Ель-Хувайса, Натіх, Мармуль, Ріма. Родовища зосереджені в трьох районах: північному (група Фахуд), центральному (група Габа) і південно-західному (родовище Дофара). У північному районі нафтоносні карбонатні відклади палеоцен-еоцену і г.п. крейди. Глибина залягання продуктивних горизонтів 900-1200 м. У центральному районі продуктивні пісковики серії хауші (карбон — нижня перм) і відклади серії маррат (нижня юра) на глибині 1200-1500 м; в південно-західному районі — відклади серії хауші в інтервалі 2500-3400 м. В північному і центральному районах переважають легкі, на південному заході важкі, сірчисті нафти. Перспективи відкриття нових родовищ нафти і газу можливі в південно-східних і південних районах, де встановлена продуктивність палеозойських відкладів. Інтерес представляють також прибережні райони і шельф Оманської затоки та Аравійського моря.
Металічні корисні копалини. В Оманських горах у 1968 відкриті родовища мідних руд: Сухар, що включає три ділянки (Ласайль, Арджа і Байда), і Раках. Зруденіння локалізуються у вулканогенних породах офіолітового комплексу. Відоме також невелике родовище хромових руд Фарфар-Діппах поблизу селищ Раджмі і Майджіс. Прогнозні ресурси МГП Оману незначні і складають до 300 т (~0,6 % світових).